# Долар Островів Кука
До́лар Островів Ку́ка (англ. Cook Islands dollar) — місцева неконвертована валюта, яка перебуває в обігу на Островах Кука нарівні з новозеландським доларом.

## Історія
До 1967 року на островах використовувався новозеландський фунт, згодом його замінив новозеландський долар. У 1972 році саме для Островів Кука було випущено монети, а у 1987 році — асигнації.
Проте економічні складнощі в країні у 1990-х роках (в тому числі дефіцит бюджету) призвели до втрати довіри до долара Островів Кука у 1994 році, тому вже у 1995 році випуск місцевих грошей було припинено. Зараз в обігу перебувають тільки монети номіналом 1, 2, 5 доларів і банкнота у 3 долари, які приймаються тільки на території Островів Кука.
За номіналом долар Островів Кука прирівнюють до новозеландського.

## Монети
У 1972 році було введено бронзові монети номіналом 1 і 2 центи, з мідно-нікелевого сплаву 5, 10, 20, 50 центів та 1 долар. Усі вони мали такий само розмір і склад, як і відповідні новозеландські монети. У 1983 році виробництво 1- та 2-центовых монет припинилося. У 1987 році було випущено монети 1 долар зубчастої форми, 2 долари трикутної та 5 доларів дванадцятикутної форми; 1 і 2 долари з мідно-нікелевого сплаву та 5 доларів з бронзово--алюмінієвого сплаву.
У 2006 році з обігу було виведено монети номіналом 5, 10, 20 і 50 центів. У обігу монети нової серії 2015 року номиналом у 10, 20, 50 центів та 1, 2 і 5 доларів.

## Банкноти
У 1987 році урядом було випущено банкноти номіналом 3, 10 і 20 доларів. У 1992 році було випущено нову серію банкнот, у тому числі було введено купюру в 50 доларів.